# Lyncina camelopardalis
Lyncina camelopardalis, tên tiếng Anh: camel cowrie, là một loài ốc biển, là động vật thân mềm chân bụng sống ở biển trong họ Cypraeidae, họ ốc sứ
Có một phân loài: Lyncina camelopardalis sharmiensis Heiman & Mienis, 1999

## Phân bố
Chúng phân bố ở Biển Đỏ và ở Ấn Độ Dương dọc theo Eritrea, Somalia và Madagascar.